# Anthophiura dilatata
Anthophiura dilatata is een slangster uit de familie Ophiuridae.
De wetenschappelijke naam van de soort werd in 1976 gepubliceerd door Luiz Roberto Tommasi.